# T. K. Carter
Thomas Kent „T. K.“ Carter (* 18. Dezember 1956 in New York City, New York) ist ein US-amerikanischer Schauspieler.

## Leben
Carter wurde in New York City geboren und wuchs im San Gabriel Valley in Südkalifornien auf. Er besuchte das Citrus Junior College in Azusa und gewann an der High School Meisterschaften in der Leichtathletik. In seiner Heimatstadt gewann er einen Talentshow-Wettbewerb, bei dem er Bill Cosbys „Lone-Ranger-Sketch“ parodierte.
Am 13. Juni 1990 wurde Carter in Los Angeles nachts von der Polizei in der Mitte einer Straße aufgegriffen: er zeigte ein bizarres Verhalten und sprach unverständlich. Er weigerte sich Fragen der Polizeibeamten zu beantworten und widersetzte sich der Festnahme, sodass es dreimal zum Einsatz eines Tasers kam. Im Dezember 1991 wurde Carter erneut verhaftet, nachdem er eine Frau angegriffen und anschließend ihr Auto gestohlen hatte.
Zusammen mit seiner Frau Janet hat er einen Sohn, Thomas Scott.

## Karriere
Vor dem Beginn seiner Karriere arbeitete er ein Jahr lang im Disneyland Resort. Sein Schauspieldebüt hatte er 1976 in einer Folge der Fernsehserie Make-Up und Pistolen und seine erste wiederkehrende Serienrolle hatte er 1983 als Flaschengeist Shabu in der Sitcom Just Our Luck.
Im Fernsehen wurde er mit seiner Rolle des Grundschullehrers Michael „Mike“ Fulton in der Fernsehserie Punky Brewster und als Mylo Williams in der Fernsehserie Good Morning, Miss Bliss bekannt.
In der Miniserie The Corner spielte Carter den Drogenabhängigen Gary McCullough, eine Darstellung, die laut des Boston Globe „perfekt die Sanftheit und Passivität einfängt, die die einfachste Folge einer Sucht sein kann“. Für seine Darstellung wurde er 2001 für den NAACP Image Award in der Kategorie „Outstanding Actor in a Television Movie, Mini-Series or Dramatic Special“ und für den OFTA Television Award in der Kategorie „Best Actor in a Motion Picture or Miniseries“ nominiert; er gewann schließlich den Black Reel Award in der Kategorie „Network/Cable – Best Actor“ als bester Schauspieler.
In Filmen ist er vor allem für seine vielen komödiantischen Auftritte bekannt, wie Chester in Fast wie in alten Zeiten und den Karaoke singenden Iceman in Ski Patrol. Er ist auch für die Darstellung leicht nervöser Charaktere bekannt, beispielsweise den Rollschuh fahrenden Koch Nauls in John Carpenters Das Ding aus einer anderen Welt und den unglücklichen Nationalgardisten Cribbs in Walter Hills Southern Comfort. Zu weiteren Auftritten gehörten Rollen in Good Times, The Sinbad Show, The Steve Harvey Show, A Different World, Runaway Train, Domino und in Fernsehfilmen wie Polly – Ein Engel auf Erden.
1986 spielte er den Clubbesitzer Bucky im Musikvideo zu Diamonds von Herb Alpert ft. Janet Jackson; 1998 war er Dialogtrainer für Chris Tucker im Film Rush Hour. Er trat auch mit einem Stand-up-Comedy-Programm im Vorprogramm von Musikern wie James Brown und Luther Vandross auf und war im Caesar’s Palace in Atlantic City sowie im Universal Amphitheatre in Los Angeles zu sehen.
Auf der Theaterbühne hatte er Auftritte in The Odd Couple und Sisters sowie zwischen 2002 und 2003 in Lillian Hellmans Bühnenstück The Little Foxes, einer Classic-Contemporary-American-Plays-Produktion am Ford Theatre in Los Angeles; er trat auch immer wieder als Sänger in Erscheinung. Neben der Schauspielerei macht er Fernsehwerbung für Diätcola der Marke Pepsi im Jahr 2005 und produzierte im Jahr 2022 den Film Fake Friends.
Im deutschen Sprachraum wurde Carter unter anderem von Detlef Bierstedt, Claus Brockmeyer, Stefan Brönneke, Gedeon Burkhard, Peter Flechtner, Pierre Franckh, Jürgen Kluckert, Ulrich Matthes, Dieter Memel, Ronald Nitschke, Michael Nowka, Jan Odle, Thomas Petruo, Ole Pfennig, Charles Rettinghaus, Björn Schalla, Peter Thom und Udo Wachtveitl synchronisiert.

## Filmografie (Auswahl)

### Film
- 1977: Billy: Portrait of a Street Kid (Fernsehfilm)
- 1978: Youngblood
- 1978: Zwei heiße Typen auf dem Highway
- 1980: Hollywood Knights
- 1980: Saat der Unschuld
- 1980: Fast wie in alten Zeiten
- 1981: Die Maulwürfe von Beverly Hills
- 1981: Border Pals (Fernsehfilm)
- 1981: Die letzten Amerikaner
- 1982: Das Ding aus einer anderen Welt
- 1982: Adams House (Fernsehfilm)
- 1983: Dr. Detroit
- 1983: Carpool – Ein Geldsack auf Reisen (Fernsehfilm)
- 1985: Runaway Train
- 1986: Jem: Truly Outrageous! (Fernsehfilm)
- 1987: He’s My Girl
- 1987: Amazonen auf dem Mond oder Warum die Amerikaner den Kanal voll haben
- 1990: Ski Academy
- 1990: Piece of Cake (Fernsehfilm)
- 1990: Polly – Ein Engel auf Erden (Fernsehfilm)
- 1991: Harlem Action
- 1993: A Cool Like That Christmas (Fernsehfilm)
- 1996: 2025 – Gejagt durch die Zeit (Fernsehfilm)
- 1996: Space Jam
- 1999: Der Onkel vom Mars
- 2003: How to Get the Man’s Foot Outta Your Ass
- 2005: The L.A. Riot Spectacular
- 2005: Domino
- 2015: The Jewelry Box (Kurzfilm)
- 2020: Out of Play – Der Weg zurück
- 2022: Fake Friends
- 2025: Gabby’s Dollhouse: The Movie

### Fernsehen
- 1976: Make-Up und Pistolen
- 1977–1978: Good Times
- 1978: Quincy
- 1978: Die Waltons
- 1978: Die Jeffersons
- 1983: Just Our Luck[7]
- 1984: Turbo Teen
- 1985: Transformers
- 1985–1986: Punky Brewster
- 1985–1987: Jem! & The Holograms
- 1988–1989: Good Morning, Miss Bliss
- 1989: 227
- 1989: Disney-Land
- 1992: Alle unter einem Dach
- 1993: College Fieber
- 1993–1994: Ein Vater für zwei
- 1995: George and Junior’s Christmas Spectacular
- 1995–1997: The What a Cartoon Show
- 1996–1998: Mister Funky – Die Steve-Harvey-Show
- 1997: Moesha
- 1997: Out and About
- 1997: What’s Going on Back There?!
- 1998: The Gregory Hines Show
- 1998: Die Nanny
- 1998–1999: Oh Yeah! Cartoons
- 1999: New York Cops – NYPD Blue
- 2000: The Corner (Miniserie; Die Ecke)
- 2002: Jamal the Funny Frog: Dentist
- 2002: Jamal the Funny Frog: Beach
- 2006: In Justice
- 2007: Alle hassen Chris
- 2013: Love That Girl!
- 2016: How to Get Away with Murder
- 2017: Saints & Sinners
- 2018: The Bobby Brown Story
- 2020: Stumptown
- 2023: Dave
- 2023: The Company You Keep